# Liste der Biografien/Shac
Liste der Biografien |
Portal Biografien |
Personensuche
# |
A |
B |
C |
D |
E |
F |
G |
H |
I |
J |
K |
L |
M |
N |
O |
P |
Q |
R |
S |
T |
U |
V |
W |
X |
Y |
Z |
?
 
Sa |
Sb |
Sc |
Sd |
Se |
Sf |
Sg |
Sh |
Si |
Sj |
Sk |
Sl |
Sm |
Sn |
So |
Sp |
Sq |
Sr |
Ss |
St |
Su |
Sv |
Sw |
Sy |
Sz
 
Sha |
Shc |
She |
Shh |
Shi |
Shk |
Shl |
Shm |
Shn |
Sho |
Shp |
Shr |
Sht |
Shu |
Shv |
Shw |
Shy
 
Shaa |
Shab |
Shac |
Shad |
Shae |
Shaf |
Shag |
Shah |
Shai |
Shaj |
Shak |
Shal |
Sham |
Shan |
Shao |
Shap |
Shaq |
Shar |
Shas |
Shat |
Shau |
Shav |
Shaw |
Shax |
Shay |
Shaz
Die Liste der Biografien führt alle Personen auf, die in der deutschsprachigen Wikipedia einen Artikel haben. Dieses ist eine Teilliste mit 28 Einträgen von Personen, deren Namen mit den Buchstaben „Shac“ beginnt.

## Shac

### Shach
- Shachar, Ayelet (* 1966), israelische Rechts- und Politikwissenschaftlerin, Direktorin am Max-Planck-Institut zur Erforschung multireligiöser und multiethnischer Gesellschaften (MPI-MMG) in Göttingen und Professorin für Rechts- und Politikwissenschaften an der University of Toronto
- Shachar, Gil (* 1965), israelischer Maler und Bildhauer
- Shachar, Isaiah (1935–1977), israelischer Historiker, Kunsthistoriker und Hochschullehrer
- Shachmon, Sigal (* 1971), israelisches Model und Fernsehmoderatorin
- Shachnow, Sidney (1934–2018), US-amerikanischer Offizier, Generalmajor der US-Army
- Shachtman, Max (1904–1972), US-amerikanischer marxistischer Theoretiker

### Shack
- Shack, Eddie (1937–2020), kanadischer Eishockeyspieler
- Shack-Harris, Brandon (* 1981), US-amerikanischer Pokerspieler
- Shacke One (* 1989), deutscher Rapper
- Shackelford, John Williams (1844–1883), US-amerikanischer Politiker
- Shackelford, Kiefer (* 1992), US-amerikanischer Fusionmusiker (Keyboards)
- Shackelford, Ted (* 1946), US-amerikanischer Schauspieler
- Shackell, Aaron (* 2004), US-amerikanischer Schwimmer
- Shackell, Alex (* 2006), US-amerikanische Schwimmerin
- Shackell, Jason (* 1983), englischer Fußballspieler
- Shackleford, Dorsey William (1853–1936), US-amerikanischer Politiker
- Shackleton Bailey, D. R. (1917–2005), britischer Latinist
- Shackleton, Edward (1911–1994), britischer Forschungsreisender und Politiker (Labour Party), Mitglied des House of Commons
- Shackleton, Ernest (1874–1922), britischer Polarforscher irischer AbstammungErnest Shackleton (1874–1922)

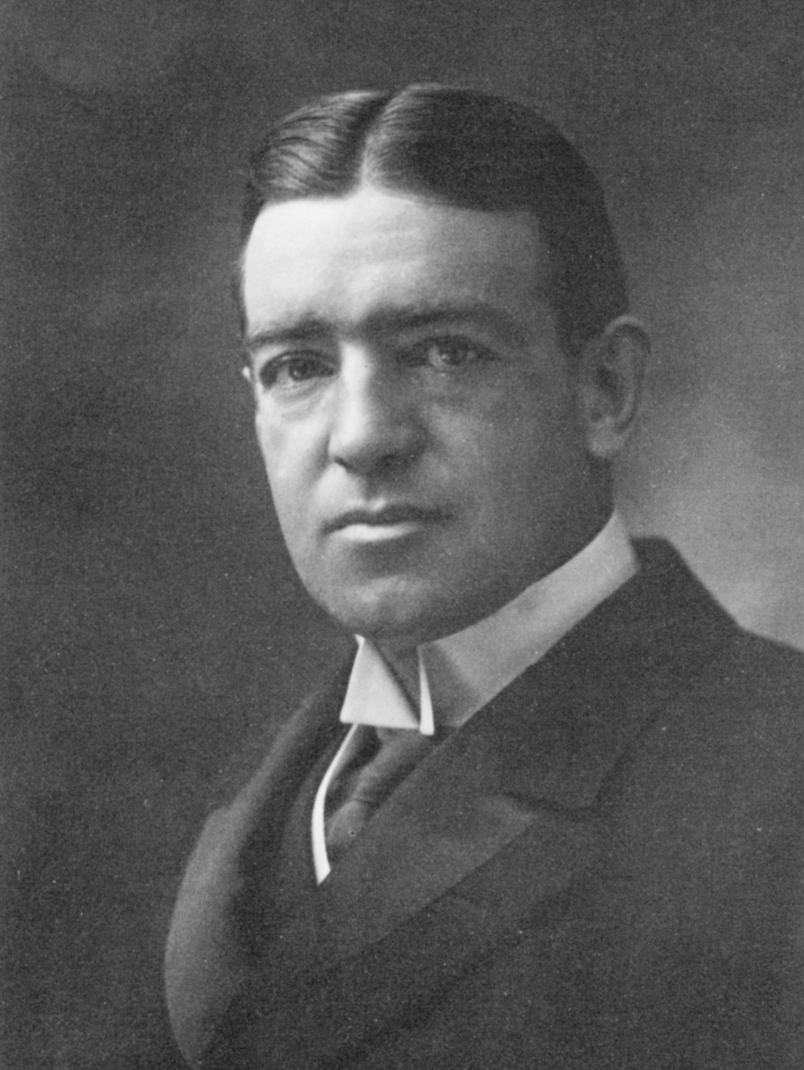
Ernest Shackleton (1874–1922)

- Shackleton, Fiona (* 1956), britische Rechtsanwältin und Politikerin
- Shackleton, Keith (1923–2015), britischer Wildtierillustrator, Landschaftsillustrator und Naturforscher
- Shackleton, Nicholas (1937–2006), britischer Geologe
- Shackleton, Robert (1919–1986), britischer Romanist, Literaturwissenschaftler und Bibliothekar
- Shackleton, Shirley (1931–2023), australische Menschenrechtlerin und Osttimoraktivistin
- Shackley, Anna (* 2001), britische Radrennfahrerin
- Shackley, John (* 1965), englischer Schauspieler
- Shackley, M. Steven (* 1949), US-amerikanischer Archäologe
- Shackley, Theodore (1927–2002), US-amerikanischer Spion und CIA-Mitarbeiter